# Миява (річка)
Миява (словац. Myjava) — річка в Чехії і Словаччині, ліва притока Морави, протікає в округах Миява і Сениця.
Довжина — 79 км; площа водозбору 806 км².
Витікає в масиві Білі Карпати — на висоті 660 метрів біля села Нова Лгота.
Серед приток —
- Данкацький потік[2]
- Деберницький потік[3]
- Ковальовський потік[4]
- Миявська Рудава;
- Стара Миява;
- Шаштінський потік
- канал Бродське-Кути[5]

Збудоване водосховище Стара Миява.
Впадає у Мораву на біля села Кути на висоті 152 метри.